# 阿部和成
阿部 和成（あべ かずなり、1989年5月19日 - ）は、福岡県大牟田市出身の元プロ野球選手（投手）。右投右打。

## 経歴

### プロ入り前
小学1年時に大牟田イーグルスで軟式野球、5年時に投手を始める。6年時には、エースとして福岡県大会へ出場した。
田隈中学校への進学後に軟式野球部に所属すると、2年時の秋にチームを福岡県大会準決勝へ導いた。当時から県内屈指の好投手として評価されていたため、複数の高校から入学を勧誘されたが、実際には地元の大牟田高等学校へ進学。1年時の夏からエースとして活躍した。2年時の秋に福岡県大会優勝・九州大会準優勝を成し遂げたことから、3年時の春に第79回選抜高等学校野球大会へ出場。佐野日本大学高等学校との1回戦では、先発で8回3分の1を投げて7失点で敗れたものの、自責点は0であった。
2007年のNPB高校生ドラフト会議で、千葉ロッテマリーンズから4巡目で指名を受け、契約金3000万円、年俸500万円（金額は推定）という条件で入団した。背番号は60。

### プロ入り後
2008年は、イースタン・リーグにおける二軍のチーム防御率が5.02という状況で、先発・リリーフ両方でフル回転。同リーグ公式戦28試合の登板で、2勝4敗、防御率3.29という成績を残した。
2009年は、イースタン・リーグ公式戦19試合に登板。1勝1敗、防御率5.74を記録した。
2010年は、イースタン・リーグ公式戦10試合の登板で、1勝2敗、防御率6.56という成績にとどまった。
2011年は、6月にイースタン・リーグの月間MVPに選ばれたほか、リーグの最終規定投球回へ初めて到達。通算18試合の登板で、リーグ5位の防御率2.68、6勝3敗、1完封勝利、2完投という好成績を残した。7月21日のフレッシュオールスターゲーム（富山アルペンスタジアム）でも、同リーグ選抜の先発投手として、2回を無失点に抑えた。9月17日の対オリックス・バファローズ戦（QVCマリンフィールド）で、先発投手として一軍公式戦にデビュー。勝ち負けは付かなかったが、5回0/3を2失点に抑えた。以降も2試合へ登板したものの、2連敗でシーズンを終えた。
2012年は、一軍公式戦で6試合に登板。4試合で先発を任された。前年と同じく白星は付かず、2敗を喫したものの、防御率は3.95と前年（12.96）から大幅に改善した。イースタン・リーグ公式戦では、15試合の登板で3勝4敗、防御率3.23をマーク。
2013年は、5月6日に地元・福岡 ヤフオク!ドームでの対福岡ソフトバンクホークス戦で先発。一軍公式戦へのシーズン初登板ながら、6回1/3を無失点に抑える好投で、一軍公式戦初勝利を挙げた。一軍公式戦全体では5試合の登板にとどまったが、2勝0敗、防御率4.22をマーク。イースタン・リーグ公式戦でも、最終規定投球回へ2年振りに到達すると、リーグ3位の防御率2.91、5勝3敗を記録した。
2014年は、イースタン・リーグ公式戦24試合に登板。しかし、5勝9敗、防御率6.27と振るわず、一軍公式戦への登板機会はなかった。
2015年は、一軍公式戦14試合の登板で、1勝1敗、防御率4.50をマーク。イースタン・リーグ公式戦では、15試合の登板で2勝2敗2セーブ、防御率4.81を記録した。
2016年は、レギュラーシーズンの開幕を一軍で迎えると、一軍と二軍を行き来しながら一軍公式戦13試合に登板。イースタン・リーグ公式戦では、21試合の登板で1勝1敗4セーブ、防御率3.68という成績を残した。
2017年は、イースタン・リーグ公式戦で、チーム最多の45試合に登板。2勝3敗ながら、クローザーとしてチーム最多の6セーブを記録したが、一軍公式戦では2試合の登板にとどまった。後に述懐したところによれば、シーズン終了後には球団からの戦力外通告を覚悟していたという。
2018年は、オープン戦から一軍へ帯同。開幕一軍登録も果たしたが、登板機会のないまま、開幕カードの終了後に登録を抹消された。6月3日の対広島東洋カープ戦（ZOZOマリンスタジアム）4回表に、同点で迎えた1死満塁の局面からシーズン初登板を果たすと、無失点で凌ぐことによって、チームの逆転勝利につなげた。その後も4試合に登板したものの、1敗を喫しただけでシーズンを終了。イースタン・リーグ公式戦では、35試合に登板すると、前年に続いてチーム最多の7セーブを挙げた。
2019年は、一軍公式戦4試合に登板。8月29日の対東北楽天ゴールデンイーグルス戦（楽天生命パーク宮城）でプロ初ホールドを挙げたことを皮切りに、2つのホールドを記録したほか、シーズンを通じて無失点で凌いだ。イースタン・リーグ公式戦でも48試合の登板で2勝1敗3セーブ、防御率2.74と好投。しかし、レギュラーシーズン終了後の10月3日に球団から戦力外通告を受けると、同月30日に現役引退を発表した。

### 現役引退後
「引退してもマリーンズの仕事に関わっていたい」との意向に沿って、2019年11月1日付で、ロッテの二軍サブマネジャーに就任。2021年からは球団広報に異動し、打撃投手も兼務している。

## 選手としての特徴・人物
細身ながら、しなやかな腕の振りから繰り出される最速143km/hのストレートと、切れ味鋭いスライダーが武器。ロッテへの入団後は、スライダーやチェンジアップといった多彩な変化球と、キレのある直球のコンビネーションで勝負していた。2013年以降は、当時一軍のブルペンコーチを務めていた川崎憲次郎直伝のシュートも、勝負球に用いていた。
ストレートについては、ロッテでの現役末期（2018年）にチームへ導入されたトラックマンで回転数を計測したところ、平均値より極端に少ないことが判明した。判明当初は回転数の少なさを引け目に感じていたが、「回転数が少なくても平均値より大きくずれていた方が、打者の体感が変わる分だけ武器になる」という球団スタッフからのアドバイスを受けたことをきっかけに、自信を持って投げられるようになったという。
また、打者としての能力も高く、高校時代には対外試合で通算24本塁打を記録した。
明るく真面目な人柄で周囲からは「阿部ちゃん」と呼ばれ、慕われている。

## 詳細情報

### 年度別投手成績
| 年 度     | 球 団     | 登 板 | 先 発 | 完 投 | 完 封 | 無 四 球 | 勝 利 | 敗 戦 | セ 丨 ブ | ホ 丨 ル ド | 勝 率 | 打 者 | 投 球 回 | 被 安 打 | 被 本 塁 打 | 与 四 球 | 敬 遠 | 与 死 球 | 奪 三 振 | 暴 投 | ボ 丨 ク | 失 点 | 自 責 点 | 防 御 率 | W H I P |
| --------- | --------- | ----- | ----- | ----- | ----- | -------- | ----- | ----- | -------- | ----------- | ----- | ----- | -------- | -------- | ----------- | -------- | ----- | -------- | -------- | ----- | -------- | ----- | -------- | -------- | ------- |
| 2011      | ロッテ    | 3     | 3     | 0     | 0     | 0        | 0     | 2     | 0        | 0           | .000  | 50    | 8.1      | 17       | 1           | 7        | 0     | 2        | 3        | 0     | 0        | 12    | 12       | 12.96    | 2.89    |
| 2012      | ロッテ    | 6     | 4     | 0     | 0     | 0        | 0     | 2     | 0        | 0           | .000  | 111   | 27.1     | 28       | 3           | 5        | 0     | 0        | 6        | 0     | 0        | 13    | 12       | 3.95     | 1.22    |
| 2013      | ロッテ    | 5     | 4     | 0     | 0     | 0        | 2     | 0     | 0        | 0           | 1.000 | 91    | 21.1     | 25       | 1           | 10       | 0     | 1        | 7        | 0     | 0        | 10    | 10       | 4.22     | 1.64    |
| 2015      | ロッテ    | 14    | 1     | 0     | 0     | 0        | 1     | 1     | 0        | 0           | .500  | 89    | 20.0     | 26       | 3           | 8        | 0     | 0        | 11       | 2     | 0        | 10    | 10       | 4.50     | 1.70    |
| 2016      | ロッテ    | 13    | 0     | 0     | 0     | 0        | 0     | 0     | 0        | 0           | ---   | 85    | 17.1     | 22       | 2           | 11       | 0     | 0        | 6        | 0     | 0        | 10    | 9        | 4.67     | 1.90    |
| 2017      | ロッテ    | 2     | 0     | 0     | 0     | 0        | 0     | 0     | 0        | 0           | ---   | 10    | 2.0      | 3        | 2           | 1        | 0     | 0        | 1        | 0     | 0        | 3     | 3        | 13.50    | 2.00    |
| 2018      | ロッテ    | 5     | 0     | 0     | 0     | 0        | 0     | 1     | 0        | 0           | .000  | 21    | 4.0      | 4        | 0           | 4        | 1     | 0        | 2        | 0     | 0        | 3     | 1        | 2.25     | 2.00    |
| 2019      | ロッテ    | 4     | 0     | 0     | 0     | 0        | 0     | 0     | 0        | 2           | ----  | 14    | 4.0      | 1        | 0           | 2        | 0     | 0        | 2        | 0     | 0        | 0     | 0        | 0.00     | 0.75    |
| 通算：8年 | 通算：8年 | 52    | 12    | 0     | 0     | 0        | 3     | 6     | 0        | 2           | .333  | 471   | 104.1    | 126      | 12          | 48       | 1     | 3        | 38       | 2     | 0        | 61    | 57       | 4.92     | 1.67    |

### 年度別守備成績
| 年 度 | 球 団  | 投手  | 投手  | 投手  | 投手  | 投手  | 投手     |
| 年 度 | 球 団  | 試 合 | 刺 殺 | 補 殺 | 失 策 | 併 殺 | 守 備 率 |
| ----- | ------ | ----- | ----- | ----- | ----- | ----- | -------- |
| 2011  | ロッテ | 3     | 1     | 2     | 0     | 0     | 1.000    |
| 2012  | ロッテ | 6     | 1     | 5     | 0     | 0     | 1.000    |
| 2013  | ロッテ | 5     | 0     | 3     | 0     | 1     | 1.000    |
| 2014  | ロッテ | 14    | 0     | 3     | 0     | 0     | 1.000    |
| 2015  | ロッテ | 13    | 3     | 2     | 0     | 0     | 1.000    |
| 2016  | ロッテ | 2     | 0     | 0     | 0     | 0     | ----     |
| 2017  | ロッテ | 5     | 0     | 0     | 0     | 0     | ----     |
| 2019  | ロッテ | 4     | 0     | 1     | 0     | 0     | 1.000    |
| 通算  | 通算   | 52    | 5     | 16    | 0     | 1     | 1.000    |

### 記録
初記録
- 初登板・初先発：2011年9月17日、対オリックス・バファローズ19回戦（QVCマリンフィールド）、5回2失点
- 初奪三振：同上、2回表に李承燁から空振り三振
- 初勝利・初先発勝利：2013年5月6日、対福岡ソフトバンクホークス9回戦（福岡 ヤフオク!ドーム）、6回1/3を無失点
- 初ホールド：2019年8月29日、対東北楽天ゴールデンイーグルス24回戦（楽天生命パーク宮城）、7回裏に3番手で救援登板、2/3回無失点

### 背番号
- 60（2008年 - 2019年）
- 112（2021年 - ）

### 登場曲
- 「お前はスゲぇよ! 」175R（2011年 - ）